# Предполагаемое вторжение Японии в Сычуань
Предполагаемое вторжение Японии в Сычуань или Операция 5 было провалившимся планом Императорской армии Японии по победе Японии над Китаем во время Японо-китайской войны. Это должно было стать отправной точкой для окончательного установления контроля Японской империи над Китайской Республикой.
Операция началась весной 1942 года, после завершения первого этапа операций в Южном Китае, и продолжалась до весны 1943 года. Эта операция известна тем, что ВВС Японии постоянно бомбили города в центральной части западного Китая.

## План
Основной план состоял в том, чтобы осуществить прорыв в Сычуань по нескольким направлениям из северной части Шаньси, центральной части Хубэя и южной части Хунани. Массированная воздушная поддержка и бомбардировки Чунцина должны были поддержать наступлении японской армии.
На этапе вторжения японские войска должны были сначала занять Ваньсянь, откуда японцы могли бы эшелонированно продвигаться собственно к Чунцину. Чтобы отрезать пути отступления китайским военным и беженцам, планировалось оккупация северного Гуйчжоу, которая могла быть использована для организации наступления на Чэнду через Ибинь.
У северной армии Японии был бы выбор: либо наступать на юг Шэньси, чтобы захватить Сиань, либо на Ханьчжун, чтобы напрямую захватить Чэнду. В качестве альтернативы Япония могла бы использовать воздушно-десантные войска, чтобы отрезать китайцам пути отступления и захватить столичный район Чунцин напрямую.

#### Подозрения Китая
И Чан Кайши и Цзян Вэйго подозревали, что интенсивные бомбардировки Чунцина японскими ВВС были предприняты для поддержки отвлекающих операций Японии против столичного района Чунцин в рамках вторжения в Сычуань. Возможно также, что кампания террора против Чунцина вынудит китайские власти порвать с союзниками и заключить сепаратный мир с Японией.

## Вторжение в Сычуань
По словам генерала Цзян Вэйго, в случае успеха вторжения японцы, возможно, намеривались поставить марионеточный режим Ван Цзинваэя. Японцы могли бы также убедить Чан Кайши присоединиться к японской сфере совместного процветания в Восточной Азии и даже оказать содействия в будущем японском наступлении против Советского Союза в Сибири и Центральной Азии. Другой возможностью было назначение японского генерал-губернатора для управления этим районом.

#### Факторы влияющие на вторжение
Из-за противодействия Японии со стороны других союзных стран вторжение в Сычуань было осуществлено без особого энтузиазма. В частности, контрнаступление Соединенных Штатов против Японии сильно подорвало возможность вторжения.

#### Последняя оперативная попытка вторжения
Однако Генеральный штаб Японской империи по-прежнему выступал за вторжение. Поэтому Японская экспедиционная армия в Китае разработала новый план захвата Сычуани, который был основан на предыдущем плане 1942 года. «Битва за Западный Хубэй» в мае 1943 года была частью этой новой попытки продвинуться в Сычуани.
Тем не менее, к тому времени националистические китайские армии пользовались поддержкой «Летающих тигров» США, которыми командовал генерал Клэр Шенно. В последующих сражениях императорская армия терпела поражения от НРА. В свте этих поражений японским войскам пришлось отказываться от нового наступления. В этот период китайская армия занималась расчисткой маршрутов в Юньнане и Индии.
Опасаясь появления китайских подкреплений на расчищенном маршруте и понеся большие потери в битве при Чандэ, японская армия переключила свое внимание на Юньнань, чтобы предотвратить будущие китайские контрнаступления из этого района.